# Église de Santa Maria dei Bulgari
L'église de Santa Maria dei Bulgari est une chapelle universitaire au centre du campus de l'université de Bologne. Elle tire son nom de Bulgarus et a été construite en 1158.
La chapelle fait maintenant partie de la bibliothèque de l'université de Bologne et juste au-dessus se trouve la plus célèbre salle d'anatomie (connaissance) dans laquelle sont représentées au-dessus du corps du Christ les figures de gauche à droite de Joseph d'Arimathie, Marie Salomé, Vierge Marie, Jean le Théologien, Marie (femme de Cléophas) et Marie de Magdala. Après la conquête de Bologne en 1798, Napoléon Bonaparte ordonna le démantèlement de l'ensemble de la composition Divine et son transfert au Louvre. Après la fin des guerres napoléoniennes avec la Restauration (histoire de France), toute cette composition d'art a été restaurée dans sa forme originale à sa place,.
La chapelle a été détruite par des avions stratégiques anglo-américains le 29 janvier 1944, détruisant des fresques inestimables du XVIe siècle. La composition d'aujourd'hui, avec les fresques, est une restauration des originaux.